# 大榭街道
大榭街道，是中国浙江省宁波市北仑区的一个街道办事处，辖区面积32.4平方公里:134，地名由来一说因大榭山（旧称大若山，因音近讹作大榭山）得名，另一说因古时岛上山多林密，远眺形似浮在海上的宫殿台榭而得名:125。

## 历史
北宋熙宁年间建大榭村、小榭村，属定海县（镇海县），清康熙二十六年（1687年）属新定海县（今舟山市），宣统二年（1910年）设榭南乡、榭北乡，民国二十四年（1935年）榭南乡、榭北乡合并为大榭乡，1950年12月划归镇海县，1952年分为榭南乡、太平乡、北渡乡，1956年2月榭南乡、太平乡、北渡乡合并为大榭乡，1958年10月改为柴桥人民公社榭北管理区、榭南管理区，1960年9月合并为大榭管理区，1961年4月改为大榭公社，1983年10月改为大榭乡，1994年6月撤乡设立大榭街道:13、213:125。

## 行政区划
大榭街道下辖以下地区：
海湾居委会、海韵居委会、海城居委会、海信居委会、金海岸社区、海文居委会、金海丰社区

## 交通
大榭街道通过大榭大桥和大榭二桥连接柴桥街道。